# Hypodontium dregei
Hypodontium dregei là một loài Rêu trong họ Pottiaceae. Loài này được (Hornsch.) Müll. Hal. mô tả khoa học đầu tiên năm 1899.